# Антоній (Зубко)
Архієпископ Антоній (Антоній Григорович Зубко; 2 липня 1797 — 15 лютого 1884, Каунас) — білоруський та литовський релігійний діяч. Греко-католицький богослов і філософ. Перший ректор Литовської греко-католицької духовної семінарії. Відомий участю в ліквідації Уніатської церкви в Росії (так званий Полоцький собор) та запровадженні в Білорусі синодального московського православ'я.
Єпископ Берестейський Уніатської церкви в Росії; єпископ Російської православної церкви (безпатріаршої); від 28 січня 1840 року — єпископ Мінський та Бобруйський, від 1841 року керував єпархією в сані архієпископа.

## Діяльність
Був одним із помітних представників греко-католицького духовенства Білорусі. Був найближчим помічником греко-католицького єпископа Литовського Йосипа (Семашка) у справі запровадження синодального московського православ'я. На Полоцькому церковному соборі 1839 р. Антоній брав участь у підписанні акту про з'єднання уніатів із православ'ям.
Антоній багато займався природознавством, однак його праці у цій царині не були опубліковані. Залишив записки «Про греко-уніатську церкву у Західному краї Росії».

## Життєпис
Народився в сім'ї греко-католицького священника. Навчався у місцевого органіста.
1809 року поступив до Полоцької греко-католицької семінарії, потім до Полоцької єзуїтської академії, яку закінчив 1818 року зі ступенем кандидата філософії.
1822 року закінчив Віленську католицьку семінарію при Віленському університеті зі ступенем кандидата богослов'я.

## Греко-католицький священик та єпископ
Викладав у Полоцькій греко-католицькій семінарії логіку, риторику, церковну та загальну історію, моральне богослов'я.
1824 року рукопокладений целібатом у священника полоцького катедрального греко-католицького собору і призначений членом Полоцької греко-католицької консисторії.
1825 року зведений в сан протоієрея і посланий від Полоцької єпархії у Санкт-Петербург асесором Римсько-католицької колегії по уніатському департаменту.
1827 року відряджений у Жировичі для відкриття Литовської духовної семінарії.
1828 року назначений першим ректором Литовської духовної семінарії.
18 квітня 1832 — старший соборний протоієрей.
1834 — хіротонія в єпископа Берестейського, вікарія греко-католицької Литовської єпархії.

## Православний архієрей
Після ліквідації Уніатської церкви в Росії 28 січня 1840 року призначений на православну Мінську та Бобруйську катедру. 1841 року зведений в сан архієпископа.
Через хворобу Антоній написав прохання про звільнення.
1848 року прохання було задоволене, після чого мешкав спочатку при архієрейському домі в Мінську, потім у Жировицькому монастирі, а останні 20 років — у Пожайському монастирі у Литві, який російська влада відібрала у католиків. У тому ж монастирі й помер.